# 海印寺村
海印寺村（かいいんじむら）は、京都府乙訓郡にあった村。現在の長岡京市の南西部にあたる。

## 歴史
- 1889年（明治22年）4月1日 - 町村制の施行により、下海印寺村・奥海印寺村・金ヶ原村・浄土谷村の区域をもって発足。
- 1949年（昭和24年）10月1日 - 乙訓村・新神足村と合併して長岡町が発足。同日海印寺村廃止。

## 交通

### 道路
2013年4月以降、旧村域に京都縦貫自動車道の長岡京インターチェンジの一部が所在するが、廃村時は未開通。